# Sheldon Cooper
Sheldon Lee Cooper je fiktivní postava z amerického sitcomu Teorie velkého třesku, kterou ztvárnil herec Jim Parsons. Dále je hlavní postavou spinoff prequelu Malý Sheldon, který vypráví příběh Sheldona v dětském věku. Malého Sheldona ztvárňuje Iain Armitage. Sheldon Cooper je velmi nadaný a inteligentní člověk, vědec a profesor teoretické fyziky (má IQ 187, titul magistr a 2 doktoráty). Trpí příznaky emoční lability, obsedantně kompulzivní poruchy a Aspergerova syndromu. Bydlel spolu se svým kolegou a kamarádem Leonardem Hofstadterem v bytě, kde je často navštěvovali další dva přátelé Howard Joel Wolowitz a Rajesh Koothrappali, ovšem ke konci seriálu se Sheldon přestěhuje k Penny kde bydlí se svojí přítelkyní Amy Farah Fowlerovou. Vede si svůj list úhlavních nepřátel, který se ale často mění. Je posedlý pořádkem (má záchodový rozvrh, nikdo mu nesmí sedět na místě atd.), má eidetickou paměť, miluje komiksy (Superman, Flash, Aquaman a Hulk), sci-fi seriály (Pán času, Hvězdnou bránu, Firefly, Star Trek a Star Wars, nesnáší však Babylon 5) miluje hlavně pana Spocka, hraní konzolových her (Halo 3) a taktéž počítačových (Age of Conan, World of Warcraft) a paintballu a je imunní vůči ironii a sarkasmu což se ale také ke konci seriálu mění. Narodil se ve znamení Ryb koncem února.

## Dětství
Pochází z města Galveston ve východním Texasu. Má dvojvaječné dvojče Missie, jež nesdílí jeho vlastnosti a Sheldon se v dětství pokusil postavit robota, aby jí zabránil ve vstupu do svého pokoje. Jeho matka je silně věřící, jako jedna z mála Sheldona chápe a Sheldon s ní má silný vztah a nedokáže jí jakkoli odporovat. Jeho otec, který zemřel ještě před událostmi seriálu, nebyl příliš chytrý, byl středoškolský trenér amerického fotbalu.
Jako malého ho matka v obchodě K-Mart upustila na zem a od té doby je vědcem. Už jako malý byl velmi nadaný. Postavil si například CT, takzvaný „paprsek smrti“ a ve 12 letech chtěl získat štěpný materiál, aby mohl postavit svůj vlastní jaderný reaktor, pomocí kterého chtěl zásobovat celé město elektrickou energií.
| Věk (roky) | Událost |
| ---------- | --- |
| 1          | Od této chvíle si pamatuje vše, bylo sychravé úterý a matka ho přestala kojit. |
| 5          | Nastoupil do první třídy. |
| 9          | Dodělal základní školu a nastoupil na střední školu (akademii). |
| 11         | Dostudoval střední školu a nastoupil na školu vysokou. |
| 12         | Požadoval k narozeninám titanovou odstředivku, dostal ale motorku, kterou byl velice zklamán.                                                                                            |
| 12         | Sestrojil svůj vlastní tomograf, viděl, co je uvnitř morčete jeho sestry ještě před tím, než se vznítilo. Kvůli popáleninám z radiace však musel být helikoptérou převezen do nemocnice. |
| 13         | Postavil v kůlně malý jaderný reaktor a když začal shánět štěpný materiál, přišla na něj FBI.                                                                                            |
| 13         | Sestavil Sonický paprsek smrti, který ani nezpomalil sousedovic děti. |
| 14         | Začal pracovat na diplomové práci. |
| 14,5       | Stal se nejmladším držitelem Stevensenovy ceny. |
| 15         | Byl hostujícím profesorem na Heisenbergově institutu v Německu. |
| 16         | Obdržel svůj první titul Ph.D. |
| 18         | Dodělal disertační práci a nastoupil jako vědec na univerzitu (zřejmě obdržel druhý doktorát).                                                                                           |

## Charakter
Navzdory vysoké inteligenci je v sociálních věcech naprosto „nepoužitelný“ – nechápe ironii a sarkasmus, není pro něj vůbec důležité kamarádit se s lidmi (i tak má dost svých tří přátel), straní se sociálních interakcí a nechápe mezilidské vztahy, vůbec se nezajímá o ženy. Je upřímný a má veliké problémy udržet tajemství, naopak mu nedělá problém vytvářet „neprůstřelné“ lži. Má až do extrémů propracované zásady, např. cereálie má seřazené podle obsahu vlákniny apod. Opravdu zbožňuje asijskou kuchyni, nejraději si ji dává se svými přáteli, nejraději má kuře na mandarinkách, a když začal restauraci podezřívat, že jej vydává za kuře na pomerančích, začal se kvůli tomu učit čínštinu. Vždy, když se mu povede jeden z jeho „klasických trefných žertů“ (či později „klasických šprýmů Sheldona Coopera“), použije slovo bazinga (Baryum, Zinek, Galium -BaZinGa). V seriálu Malý Sheldon se dozvídáme, že tato zvláštnost vzešla z reklamního sloganu firmy na výrobu zábavních předmětů Bazinga („Bazinga znamená zábavu.“). Sheldonův psychologický profil odpovídá osobě postižené Aspergerovým syndromem.
Úzkostlivě se bojí přenosu chorob, proto se jej nesmí nikdo dotýkat. Mezi osoby, kterým to dovolí, patří např. jeho matka a výjimečně Amy Farrah Fowlerová. Trpí také mnoha fobiemi, např. ornitofobií – strachem z ptactva a výšek, fobií z nečistot, atd. Snaží se vždy popsat jakoukoliv situaci přesnou vědeckou terminologií, což vyznívá komicky. Vzhledem k absenci sociálního cítění mu nepřijde divné dávat často najevo své rozvinuté intelektuální schopnosti. Díky své eidetické paměti si pamatuje vše od svých tří let. Neumí řídit auto, myslí si, že řízení je určeno pouze obyčejným lidem, a ne jemu, má ovšem řidičský průkaz. Pokud antropologové uznají, reprezentuje nový vývojový stupeň člověka, Homo Novus. To nejhorší, co mu můžete říct, je, že nenávidíte vlaky.
Celý život toužil po Nobelově ceně, což se mu kupodivu společně s Amy, na konci seriálu opravdu podařilo, a tak odjel společně s přáteli ji převzít do Švédska, kde publikum velice překvapil.

## Další

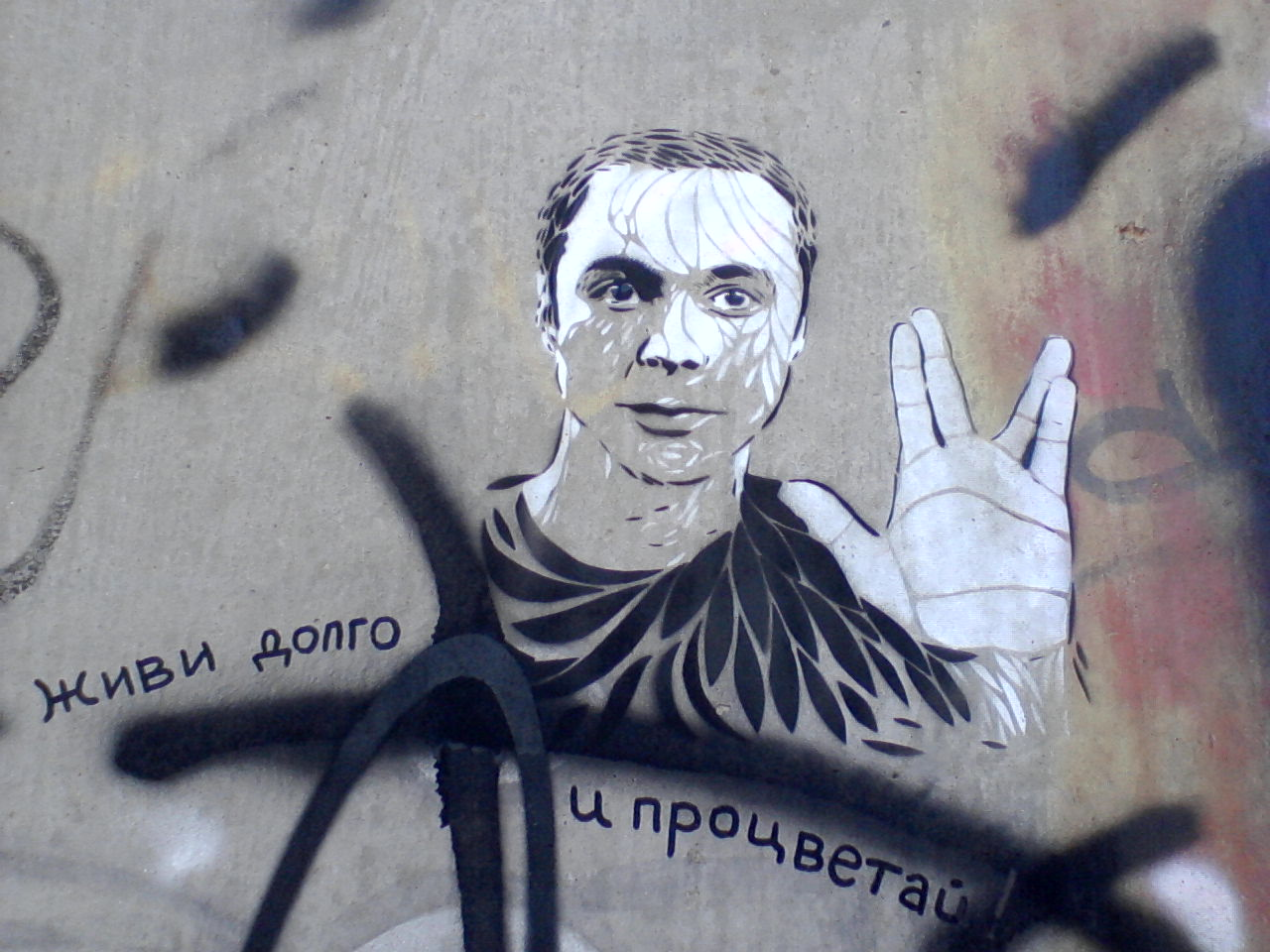
Sheldon Cooper dává vulkánský pozdrav

Dne 16. července 2009 byl za roli Sheldona nominován jeho představitel Jim Parsons na cenu Emmy v kategorii „Hlavní herec v komedii“, kterou následně vyhrál. O rok a půl později, dne 16. ledna 2011 vyhrál Jim Parsons za tutéž roli cenu Zlatý glóbus v kategorii „Nejlepší herec v seriálu – komediálním nebo hudebním“.